# 間瀬銅山
間瀬銅山（まぜどうざん）は、新潟県西蒲原郡間瀬村（現在の新潟市西蒲区間瀬）にあった銅山（銅の鉱山）。1921年（大正10年）に閉鉱した。純良で伸暢に富む緋色銅を豊富に産出し、燕町（現・燕市）の銅器製造を大いに助けた。

## 歴史
元禄年間（1688年～1704年）に採掘が始まったとされる。1904年（明治37年）より新潟白勢財閥の白勢春三が経営権を持ち、大正初期の最盛期には月間約50トンの銅石を産出した。